# Estrella del Amigo
La Estrella del Amigo (en indonesio: Bintang Teman) es una condecoración de Indonesia.
Se otorga en cinco clases para quienes han realizado méritos relevantes para el progreso, bienestar y prosperidad de la nación y el Estado; o devoto sacrificio en ámbitos social, político, económico, legal, cultural, científico o tecnológico; o servicios ampliamente reconocidos internacionalmente. Es la segunda condecoración en el orden de precedencia.
Físicamente es una estrella plateada cruzada con una estrella invertida dorada que llevan en su centro un disco rojo que a su vez porta una estrella de diez puntas. La medalla pende de una cinta roja con varias líneas amarillas, cuya cantidad depende del grado en el que ha sido impuesta.
Puede otorgarse a nacionales y a extranjeros, cumpliendo previamente los requisitos de ejemplar integridad moral, lealtad a Indonesia y no haber sido condenado a una pena de prisión de cinco años o superior.

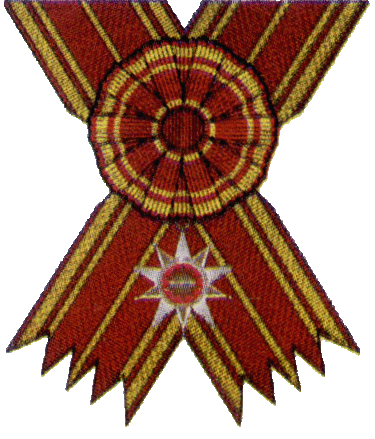
Segunda clase.
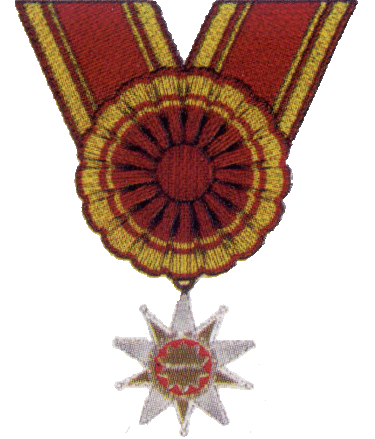
Tercera clase.
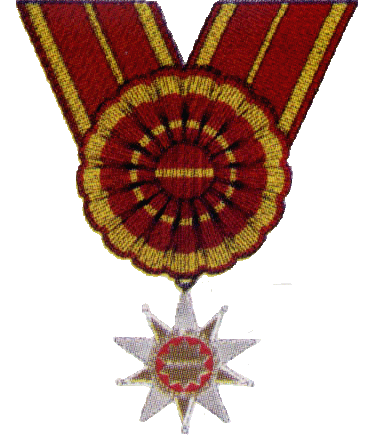
Cuarta clase.
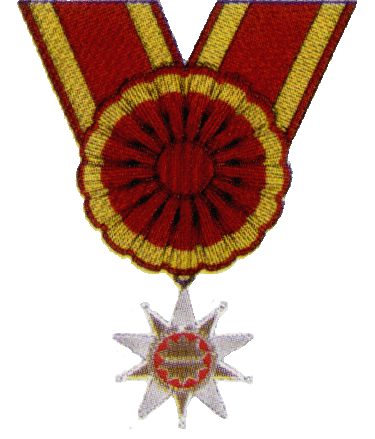
Quinta clase.